# Bastardwappen

Bastardwappen: Familienwappen der Ducs de Vendome

Das Bastardwappen diente im Mittelalter in der Wappenkunst der Kennzeichnung außerehelicher Söhne eines Adeligen, also einer illegitimen Geburt. Bastard war früher eine keineswegs ehrenrührige Bezeichnung für einen in außerehelicher Verbindung gezeugten, aber von einem adligen Vater rechtlich anerkannten („legitimierten“) Sohn.
Oft bestehen diese Wappen aus Elementen des väterlichen Wappens, kombiniert mit dem Bastardfaden (einem darübergelegten Schrägstreifen). 

## Bedeutung

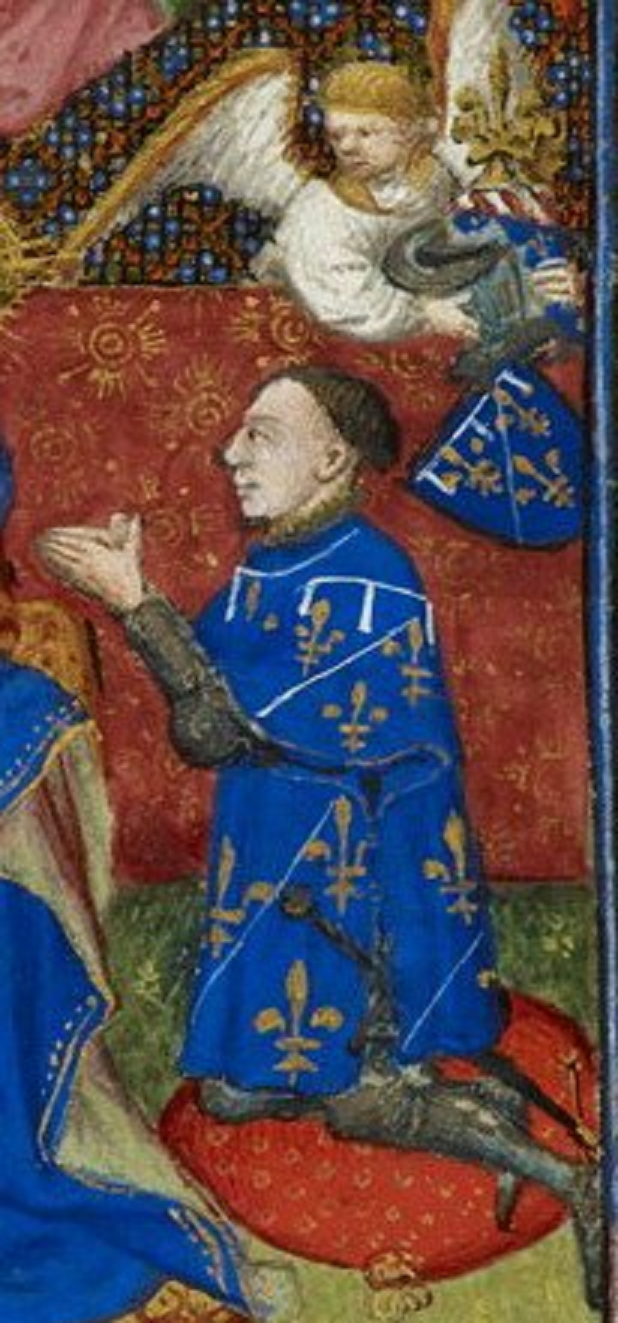
Jean de Dunois mit seinem Bastardwappen

Da besonders im Falle von souveränen Fürsten wie Königen oder Kaisern der Vater keineswegs verpflichtet war, seine außerehelichen Nachkommen auch öffentlich anzuerkennen, stellte die Verleihung eines Bastardwappens meist eher eine Seltenheit dar und war sehr oft mit der Verleihung eines Adelstitels und eines standesgemäßen Wohnsitzes verbunden.
Ein auf diese Weise anerkannter Nachkomme des Landesfürsten zu sein, stellte in der Wahrnehmung des übrigen nicht-souveränen Adels in der Regel keinen Grund für soziale Geringschätzung dar, sondern bot dem nicht-souveränen Adel im Gegenteil die Möglichkeit zum Konnubium mit dem sozialen Umfeld des Landesfürsten, selbst wenn eine Einheirat in das eigentliche landesfürstliche Herrschergeschlecht aufgrund des sozialen Standesunterschieds gesellschaftlich undenkbar war.

## Geographische Unterschiede
In Frankreich sowie Süd- und Südosteuropa wurde über das väterliche Wappen ein Bastardfaden (Schräglinksfaden) gelegt. Das ist ein Beizeichen. Er verläuft von links oben nach rechts unten (heraldisch: aus der Sicht des Trägers) über den gesamten Schild. Ein nur kurzes „Balkenstück“ wird als schräglinker Einbruch bezeichnet. Für einen „legitimierten“ (jedoch in aller Regel nicht erbfolgeberechtigen) außerehelichen Sohn ist die Richtung des Zeichens gekehrt und schrägrechts.
In Nordeuropa erschien üblicherweise das väterliche Wappen in der rechten oberen Ecke (oberes oder vorderes Geviert) des ansonsten ledigen Schildes. In England fand allerdings auch der Bastardfaden Verwendung. Beispiele aus Deutschland sind etwa Moritz von Sachsen oder die Grafen Holnstein. Es gibt aber auch Fälle, in denen den Bastarden mitsamt ihren Titeln ganz andere Wappen (ohne Bastardfaden) verliehen wurden, so etwa den Fürsten von Bretzenheim oder den Grafen Waldersee.

## Beispiele

### Wittelsbacher Bastardwappen

Familienwappen der Grafen Holnstein
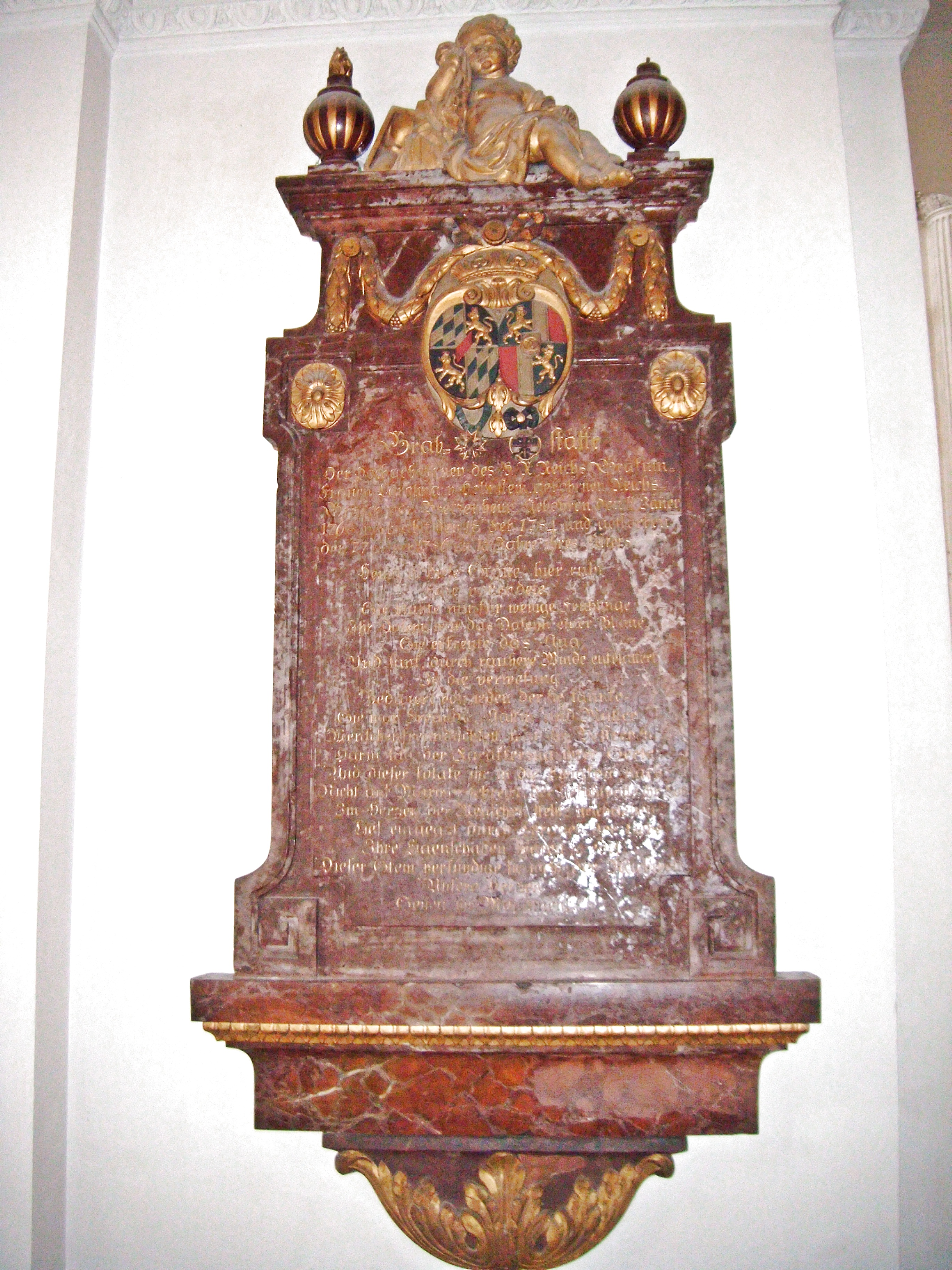
Epitaph der Caroline Josepha von Holnstein geb. von Bretzenheim (1768–1786) mit den Bastardwappen der Holnstein (links) und Bretzenheim (rechts)

### Englische Bastardwappen
Eine Reihe englischer Herzogsfamilien stammt von außerehelichen Söhnen englischer Könige ab.

Familienwappen der Herzöge von Grafton
Familienwappen der Herzöge von St. Albans
Familienwappen der Herzöge von Buccleuch und Queensberry
Familienwappen der Herzöge von Richmond
Familienwappen der Herzöge von Beaufort